# Taśma (film)
Taśma – amerykański dramat obyczajowy z 2001 roku na podstawie sztuki Stephena Belbera.

## Główne role
- Ethan Hawke – Vin
- Robert Sean Leonard – Jon Salter
- Uma Thurman – Amy Randall

## Fabuła
Dwaj przyjaciele ze szkoły spotykają się po latach. Jon dość niechętnie oderwał się od promowania swojego filmu na lokalnym festiwalu. Vin jest dealerem narkotyków i mimo że lubi Jona nie potrafi darować mu tego, że odbił mu piękną Amy jeszcze w liceum. Obaj spotykają się w motelowym pokoju. Rozmowa zaczyna się dość niewinnie, ale Vin sprowadza ją na mroczną przeszłość. Kluczem do wyjaśnienia dawnej sprawy są zwierzenia jednego z bohaterów, które zostały nagrane na taśmę...